# Tales of Purefly
『Tales of Purefly』（テイルズ・オブ・ピュアフライ）は、2014年3月12日にソニー・ミュージックレコーズから発売されたMAN WITH A MISSIONのアルバム。フルアルバムとしては3作目。

## 概要
ソニー・ミュージックに移籍後初のオリジナルアルバム。また、Kamikaze Boyの発案により初のコンセプト・アルバムとなった。ただし、コンセプトはアルバム制作の過程で生まれたものであり、実際にコンセプトに合わせて作ったのは数曲のみだという。
メンバー自身の書き下ろしによる物語に合わせて展開される構成になっており、Pureflyとはその物語の核となる物質の名前である。物語にはメンバー自身も登場するが、本人たちによると「全くのフィクション」とのこと。
初回限定生産盤と通常盤の2形態での発売となり、初回盤のみの特典として物語の全文が書かれたストーリーブックが付属する。通常盤と共通のライナーノーツにはその一部が掲載されている。アートワークはダイナミック企画が担当。

## 収録曲
| 全編曲: MAN WITH A MISSION。 |                                                        |                                       |                 |                |      |
| #                            | タイトル                                               | 作詞                                  | 作曲            | 共同編曲       | 時間 |
| 1.                           | 「tales of purefly」                                   | Kamikaze Boy, Jean-Ken Johnny         | Kamikaze Boy    | akkin          | 1:54 |
| 2.                           | 「evils fall」                                         | Kamikaze Boy, Jean-Ken Johnny         | Kamikaze Boy    | Kohsuke Oshima | 4:48 |
| 3.                           | 「Wake Myself Again」(Licenced by NIPPON CROWN Co.Ltd) | Jean-Ken Johnny                       | Jean-Ken Johnny | Kohsuke Oshima | 4:20 |
| 4.                           | 「database feat. TAKUMA (10-FEET)」                    | Kamikaze Boy, Jean-Ken Johnny, TAKUMA | Kamikaze Boy    | Kohsuke Oshima | 3:58 |
| 5.                           | 「vitamin 64」                                         | Jean-Ken Johnny                       | Jean-Ken Johnny | Kohsuke Oshima | 4:32 |
| 6.                           | 「higher」                                             | Jean-Ken Johnny                       | Jean-Ken Johnny | akkin          | 4:11 |
| 7.                           | 「Emotions」(Licenced by NIPPON CROWN Co.Ltd)          | Kamikase Boy, Jean-Ken Johnny         | Kamikaze Boy    | Kohsuke Oshima | 4:43 |
| 8.                           | 「whatever you had said was everything」               | Jean-Ken Johnny                       | Jean-Ken Johnny | Kohsuke Oshima | 4:37 |
| 9.                           | 「When My Devil Rises」                                | Jean-Ken Johnny                       | Jean-Ken Johnny | Kohsuke Oshima | 4:16 |
| 10.                          | 「Searching life」                                     | Kamikaze Boy, Jean-Ken Johnny         | Kamikaze Boy    | akkin          | 4:01 |
| 11.                          | 「your way」                                           | Jean-Ken Johnny                       | Jean-Ken Johnny | Kohsuke Oshima | 4:26 |
| 12.                          | 「babylon」                                            | Kamikase Boy, Jean-Ken Johnny         | Kamikaze Boy    | Kohsuke Oshima | 6:35 |
| 13.                          | 「Dancing On The Moon」                                | Jean-Ken Johnny                       | Jean-Ken Johnny | akkin          | 4:23 |

## 曲解説
1. tales of purefly
物語の幕開けをイメージしたタイトル曲。
2. evils fall
  - テレビ朝日系木曜ドラマ『BORDER 警視庁捜査一課殺人犯捜査第4係』主題歌[6]
3. Wake Myself Again
  - 配信限定1stシングル
  - 映画『JUDGE / ジャッジ』主題歌[7]
  - PlayStation 3専用ゲームソフト『ロスト プラネット 3』イメージソング[8]
4. database feat. TAKUMA(10-FEET)
  - 3rdシングル
  - テレビアニメ『ログ・ホライズン』オープニングテーマ[9]
5. vitamin 64
6. higher
ゲーム『ワールドサッカー ウイニングイレブン 2014 蒼き侍の挑戦』収録曲[10]
7. Emotions
  - 2ndシングル
  - 映画『HK 変態仮面』主題歌[11]
  - 北海道テレビ『NO MATTER BOARD 2012-2013』3月度エンディングテーマ[12]
  - パチンコ台「CRデビルマン」収録曲[13]
8. whatever you had said was everything
  - 映画『クローズEXPLODE』劇中歌[14]
  - 6th Single『Memories』に英語バージョンが収録されている。[15]
9. When My Devil Rises
  - パチンコ台「CRデビルマン」収録曲[13]
  - 漫画家・永井豪の代表作『デビルマン』とのコラボレーションミュージックビデオが期間限定で公開されていた。[13]
10. Searching life
物語中でメンバーが歌う場面を想定して作られた歌。冒頭からカウントまでの音声は、物語中の当該シーンを音声化したものである。
11. your way
  - 3rdシングルカップリング
  - 映画『風俗行ったら人生変わったwww』主題歌[16]
12. babylon
物語のクライマックスをイメージした曲。3つのパートから成る組曲形式になっている。
  - BMW「4シリーズ グラン クーペ」CMソング[17]
13. Dancing On The Moon

## 演奏
MAN WITH A MISSION
- Tokyo Tanaka：Vocal
- Jean-Ken Johnny：Vocals, Guitars
- Kamikaze Boy：Bass Guitar, Backing Vocals
- DJ Santa Monica：DJ, Sampling
- Spear Rib：Drums

Additional Musicians
- 大島こうすけ
  - Sound Produce
  - Keyboards, Programming (2.3.4.5.7.8.9.11.12)
  - Acoustic Piano, Organ (5)
- akkin：Programming (1.6.10.13)
- 岡村美央：Violin (1.10)
- Robin Dupuy：Cello (1.10)
- Satoko Ikeda：Guest Vocal (13)
- Jeffrey Malone：Guest Vocal (1.10)
- TAKUMA (10-FEET)：Guest Vocal (4)
- E.D.Vedder：Guitars, etc.